# Kink.com
Kink.com és una empresa de films pornogràfics, amb seu a San Francisco i iniciada el 1997. És dedicada a les pràctiques BDSM i al fetitxisme.

## Història
L'empresa va ser iniciada pel britànic Peter Acworth el 1997, mentre era estudiant d'economia a la Universitat de Colúmbia. Després d'haver llegit una història en un tabloide britànic, sobre un bomber que va guanyar £250.000 en molt poc temps, després d'iniciar un lloc web de pornografia, Peter Acworth va decidir iniciar el seu propi negoci. Després d'haver-se descrit a si mateix com un home interessat, durant molt temps, en el bondage, Peter Acworth va orientar el seu lloc web cap al porno BDSM.
El lloc web va acabar sent batejat com "Hogtied.com" i, inicialment, tenia contingut llicenciat d'altres productors primaris. El lloc web va tenir èxit, i guanyava diversos milers de dòlars per dia, després del qual Acworth va decidir abandonar els seus estudis per dedicar-se completament al lloc.
Entre 2006 i 2018 l'empresa va ser el propietari de San Francisco Armory, un edifici històric al centre de San Francisco. La seva compra de l'edifici va cridar una gran atenció, per causa de les activitats de l'empresa. Durant els anys Kink.com l'havia restaurat, i el va 2018 va vendre San Francisco Armory per $65 milions, quatre vegades de l'import de la seva compra 12 anys més abans.